# ملائكة وشياطين
رواية ملائكة وشياطين (بالإنجليزية: Angels & Demons)‏ هي ثاني روايات المؤلف الأمريكي دان براون في عام 2000، وأثارت ضجة إشكالية كغيرها من روايات دان براون التي تتجلى فيها نظرية المؤامرة.
تتحدث هذه الرواية عن العداء بين العلم والدين ممثلين بمركز سرن للأبحاث والفاتيكان. وعن تآمر المؤسسة الدينية عبر التاريخ.
تُرجمت هذه الرواية إلى العربية كغيرها من روايات دان براون بعد نجاح روايته شيفرة دا فينشي.

## ملخص الرواية
هذه الرواية هي مغامرة البروفيسور روبرت لانغدون بطل رواية شيفرة دا فينشي - الأولى، والتي قادته إلى متاهات وأقبية الفاتيكان بحثاً عن حقيقة تنظيم سري قديم يُعتقد أنه نشأ لمعاداة الكنيسة ويُسمى المتنورون (بالإنجليزية: The Illuminati)‏، حيث يعتقد أن مجموعة المستنيرين انبعثت من التراب لتنتقم من الكنيسة عبر تدمير الفاتيكان.
تبدأ الرواية بمقتل عالم يدعى ليوناردو فيترا ووشم شعار المستنيرين على صدره، ثم تتوالى الأحداث ليلة اختيار البابا الجديد، فيعم الذعر العالم إثر عمليات القتل المروعة للكرادلة الأربعة المرشحين لمنصب البابا، ونقش أحد رموز العناصر الأربعة على صدر كل منهم، وصولاً إلى ماسة المستنيرين الكاملة.

## اقتباسات من الرواية
- الخوف يشلّ أكثر من أي أداة حرب أخرى
- “الإرهاب"، قال البروفيسور في محاضرته: "لديه هدف فريد من نوعه، أتعلمون ما هو؟".

أحد الطلاب: «قتل الناس الأبرياء؟»
«خطأ، ليس الموت سوى منتج جانبي للإرهاب».
«عرض القوة؟»
«كلا، فهذه أضعف طريقة للإقناع»
«إيقاع الرعب والذعر في النفوس؟».
«صحيح.. إن الهدف من الإرهاب هو وبكل بساط إيقاع الرعب والهول في النفوس، فالخوف يُضعف الإيمان ويقوّض أسسه، إنه يضعف العدو من الداخل، مسببا بالتالي هلع واضطراب العامة. دوّنوا هذا.. ليس الإرهاب تعبيرا عن الغضب، إنما هو كناية عن سلاح سياسي. أزيحوا الستار عن الواجهة الكاذبة والزائفة التي تختبئ وراءها الحكومات زاعمة أنها معصومة عن الخطأ، وأن نجاحها مؤكد، وسوف ترون كيف أنكم بالتالي تزعزعون إيمان شعوبها بها». حيث اننان قد وصلنا في النهاية إلى شيئين يجب علينا ان نصدقهم فوالله ان الخوف موجود بيننا في كل مكان في المنزل والمدرسة والجامعة والمستشفي الا ببيت الله فعلينا جميعا ان نلتزم بيت الله فان به مغفره وحفظ من الشياطين
«زعزعة الإيمان؟»
كيف ستكون ردود فعل الناس في العالم عندما يرون رجال الدين يموتون ميتة الكلاب؟ إن كان إيمان الكاهن لم ينجّه من قوى الشيطان فما هو الأمل الذي بقي لدينا نحن عامة الناس؟
الإيمان لا يحميكم، الطب والأكياس الهوائية تحميكم، استثمروا إيمانكم في شيء ذو نتائج حقيقية وملموسة، متى كانت المرة الأخيرة التي سار فيها أحدهم على الماء؟ تنتمي العجائب الحديثة إلى العلم.. الكمبيوتر واللقاحات والمحطات الفضائية، وحتى عجيبة الخلق الإلهية.. مادة من لا شيء.. العلم هو لله
- العدو الأكثر خطورة هو الذي لا يخشاه أحد.

## روابط خارجية
- ملائكة وشياطين على موقع الموسوعة البريطانية (الإنجليزية)